# DR-Baureihe E 17
Die Lokomotiven der Baureihe E 17 (ab 1968 als DB-Baureihe 117 bezeichnet) waren Elektrolokomotiven der Deutschen Reichsbahn-Gesellschaft (DRG), welche Ende der 1920er Jahre für den Schnellzugverkehr beschafft wurden.

## Vorkriegszeit
1927 bestellte die Deutsche-Reichsbahn-Gesellschaft, aufbauend auf den guten Versuchsergebnissen mit der Baureihe E 21.0, für den mittelschweren Schnellzugdienst 33 Elektrolokomotiven der Baureihe E 17 mit einer Höchstgeschwindigkeit von 120 km/h. Ein Jahr später wurde die Bestellung auf 38 Fahrzeuge erhöht. Die AEG und die SSW, welche sich zur Liefergemeinschaft WASSEG zusammenschlossen, lieferten die elektrische Ausrüstung der Fahrzeuge, die 1928 und 1929 ausgeliefert wurden.
Die E 17 01 bis 18 waren für das süddeutsche Netz bestimmt und wurden beim Bw München Hbf in Betrieb genommen.
Die E 17 101 bis 112 waren für das mitteldeutsche Netz vorgesehen, davon wurden die E 17 101–106 und 112 direkt an das Bw Leipzig West geliefert, während die E 17 107–111 im Frühjahr und Sommer 1929 nach München gingen; vermutlich, um dort für die Sonderzüge im Rahmen der Oberammergauer Passionsspiele eingesetzt zu werden. Sie wurden erst im Dezember 1929 nach Leipzig umgesetzt. Die mitteldeutschen Lokomotiven wurden 1933 nach Stuttgart und Ulm abgegeben und durch neugelieferte Lokomotiven der Baureihe E 04 ersetzt.
Die E 17 113 bis 120 waren für den Einsatz im schlesischen Netz vorgesehen, davon kam die E 17 120 ebenfalls zunächst nach München, um dann nochmals im Sommer 1930 zusammen mit der E 17 113 dort auszuhelfen, als zwei E 16 zu Versuchszwecken in Schlesien weilten. Schließlich wurden die E 17 15–18 zwischen 1931 und 1935 nach Schlesien umgesetzt und erhielten dort die neuen Nummern E 17 121 bis 124.

## Nachkriegszeit
Die meisten E 17 aus Schlesien wurden 1945 aufgrund der Kriegsereignisse nach Augsburg und München überführt. Die E 17 117 und 119 blieben wegen Kriegsschäden in Schlesien, die E 17 123 und 124 kamen zusammen mit den im Raw Dessau weilenden E 17 10 und 101 in die sowjetisch besetzte Zone. 1946 wurden die E 17 123 und 124 in die UdSSR abgefahren. Sie kehrten, ohne dort eingesetzt worden zu sein, 1952 zurück. Bei der Aufarbeitung im Raw Dessau kam es zu einem Tausch der Betriebsnummern (E17 123 II ex E17 124 und E17 124 II ex E17 123) Die E 17 117 war am 31. Oktober 1952 in Tbilissi abgestellt. Ihr weiteres Schicksal ist unbekannt, die E 17 119 im ehemaligen RAW Lauban, nunmehr ZNTK Lubań der PKP. Die E 17 10 war noch 1954 in Warschau vorhanden, die E 17 101 blieb 1946 im Raw Dessau stehen und wurde Anfang der 1960er Jahre mit Teilen der 1960 in Leipzig verunfallten E 17 123 als E 17 123III (Nummernvergabe in dritter Besetzung) wiederaufgebaut.
Nach dem Zweiten Weltkrieg waren noch 26 Lokomotiven bei der Deutschen Bundesbahn und zwei Stück bei der Deutschen Reichsbahn im Einsatz. Die beiden DR-Maschinen wurden 1968 ausgemustert und anschließend verschrottet.
Bei der DB wurden die Lokomotiven 1960/61 modernisiert; die E 17 110 erhielt dabei neue Fronten mit nur je zwei Führerstandsfenstern. 1968 erfolgte für alle verbliebenen 26 Lokomotiven die Umzeichnung in Baureihe 117. Auslauf-Bw für die Baureihe 117 war das Bahnbetriebswerk Augsburg, wo ab 1967 alle E 17 beheimatet waren. Von dort aus wurden die Lokomotiven auf den Strecken nach München, Nürnberg und Stuttgart eingesetzt. Wendebahnhöfe im Direktionsbezirk Stuttgart waren Heilbronn und Böblingen. Die letzte 117 (117 106) wurde am 24. April 1980 ausgemustert.
Erhalten geblieben ist die ehemals schlesische E 17 113. Sie gehört der DGEG und ist im Eisenbahnmuseum Neustadt/Weinstraße zu besichtigen. Ebenfalls erhalten ist die E 17 103, sie ist im Bahnbetriebswerk Lichtenfels untergebracht.

## Lokomotivdaten
Die Lokomotiven mit der Achsfolge 1’Do1’ wogen 111,7 t und waren 15.950 mm lang. Die Kraftübertragung erfolgte durch AEG-Kleinow-Federtopfantriebe. Die Anfahrzugkraft betrug 235 kN bei einer Stundenleistung von 2800 kW. Die Maschinen konnten 630-t-Züge in der Ebene mit 95 km/h, bei 10 Promille Steigung mit 72 km/h und bei 20 Promille mit 54 km/h befördern. Die Lokomotiven der Reihe E 17 wurden wie alle elektrischen Vorkriegslokomotiven mit Ausnahme der Reihen E 18 und E 19 stehend bedient. Die Lokomotiven hatten zwei Stromabnehmer vom Typ SBS 9.